# R217公路 (俄羅斯)

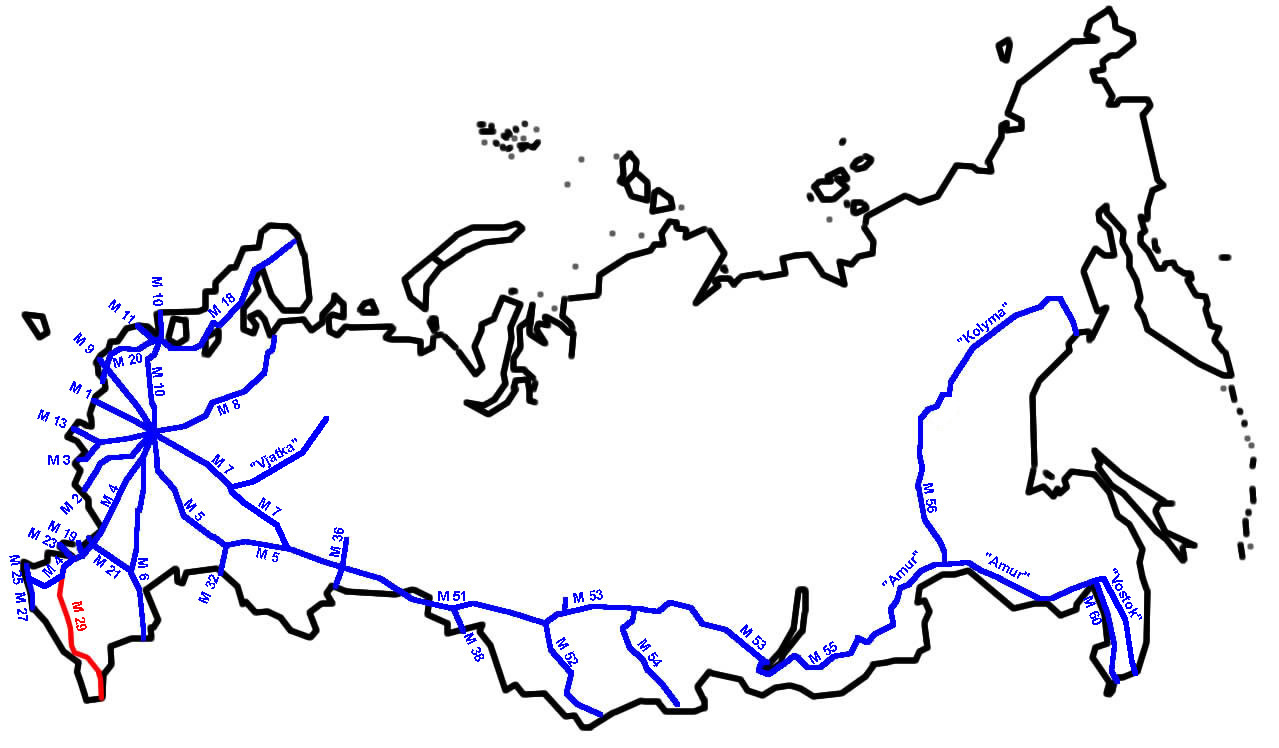
紅線為高加索公路

R217公路，原編號M29，又稱高加索公路（Кавказ），是俄羅斯的一條幹線公路，連接克拉斯諾達爾和阿塞拜疆的邊境，全長1,118公里。也是歐洲E50公路的一部分。
蘇聯時代此路延伸至巴庫。

## 沿途主要城市
- 克魯泡特金
- 礦水城
- 五山城
- 納爾奇克
- 別斯蘭
- 格羅茲尼
- 傑爾賓特